# Convocazioni al campionato europeo femminile di pallavolo 2023
Elenco delle giocatrici convocate per il campionato europeo 2023.

## Azerbaigian
| N° | Nome                  | Ruolo | Data di nascita  | Squadra              |
| -- | --------------------- | ----- | ---------------- | -------------------- |
| -  | Ataman Güneyligil     | All   | 6 settembre 1981 | Galatasaray          |
| 2  | Jana Dorošenko        | P     | 9 luglio 1994    | Maccabi Tel Aviv     |
| 3  | Jelyzaveta Ruban      | S     | 3 marzo 1995     | Lugoj                |
| 5  | Odina Əliyeva         | S     | 22 maggio 1990   | Jakarta Elektrik PLN |
| 6  | Ayşən Əbdüləzimova    | C     | 11 marzo 1993    | Vasas                |
| 7  | Olena Charčenko       | C     | 25 novembre 1995 | Çukurova             |
| 9  | Nikalina Bashnakova   | S     | 29 marzo 1998    | Balatonfüred         |
| 10 | Anastasiya Mertsalova | C     | 17 luglio 2001   | Aikarakoz            |
| 11 | Aynur Kərimova        | C     | 7 dicembre 1988  | Azərreyl             |
| 14 | Kryscina Besman       | P     | 13 febbraio 1996 | Tulica               |
| 16 | Iuliia Karimova       | L     | 7 febbraio 1988  | Azərreyl             |
| 17 | Polina Rahimova       | O     | 5 giugno 1990    | Hà Nội               |
| 19 | Bəyaz Əliyeva         | L     | 9 giugno 1990    | Azərreyl             |
| 20 | Marharyta Stepanenko  | O     | 25 aprile 1993   | Radomka              |
| 22 | Maryia Kiryliuk       | C     | 16 febbraio 1995 | Severjanka           |

## Belgio
| N° | Nome               | Ruolo | Data di nascita   | Squadra         |
| -- | ------------------ | ----- | ----------------- | --------------- |
| -  | Kris Vansnick      | All   | 20 dicembre 1980  | Asterix Avo     |
| 2  | Elise Van Sas      | P     | 1º agosto 1997    | Oudegem         |
| 3  | Britt Herbots      | S     | 24 settembre 1999 | Firenze         |
| 4  | Nathalie Lemmens   | C     | 12 marzo 1995     | Dinamo Bucarest |
| 7  | Celine Van Gestel  | S     | 7 novembre 1997   | Firenze         |
| 9  | Nel Demeyer        | L     | 21 marzo 2001     | Oudegem         |
| 10 | Pauline Martin     | O     | 9 aprile 2002     | Pro Victoria    |
| 12 | Charlotte Krenicky | P     | 29 giugno 1997    | Asterix Avo     |
| 13 | Marlies Janssens   | C     | 4 giugno 1997     | VDK Gent        |
| 15 | Jutta Van de Vyver | P     | 11 giugno 1996    | Charleroi       |
| 18 | Britt Rampelberg   | L     | 5 giugno 2000     | Asterix Avo     |
| 19 | Silke Van Avermaet | C     | 2 giugno 1999     | Mulhouse        |
| 21 | Manon Stragier     | S     | 12 marzo 1999     | Asterix Avo     |
| 22 | Anna Koulberg      | C     | 17 agosto 2004    | Asterix Avo     |
| 23 | Noor Debouck       | L     | 9 giugno 2005     | Asterix Avo     |

## Bosnia ed Erzegovina
| N° | Nome               | Ruolo | Data di nascita  | Squadra             |
| -- | ------------------ | ----- | ---------------- | ------------------- |
| -  | Stevan Ljubičić    | All   | 29 agosto 1980   | Alba-Blaj           |
| 1  | Ajla Paradžik      | C     | 29 luglio 1994   | Mulhouse            |
| 2  | Ana Zekić          | S     | 15 marzo 2005    | Radnik Bijeljina    |
| 3  | Milana Božić       | P     | 19 luglio 2000   | Thīras              |
| 4  | Dora Brašnić       | L     | 24 novembre 2006 | Orašje              |
| 5  | Iman Isanović      | S     | 20 agosto 1999   | Arizona State       |
| 7  | Anđelka Radišković | S     | 30 marzo 1992    | Kamnik              |
| 9  | Edina Begić        | S     | 9 ottobre 1992   | Pro Victoria        |
| 10 | Maja Lasić         | C     | 28 dicembre 1999 | Ti-Volley Innsbruck |
| 11 | Edina Selimović    | C     | 4 giugno 1991    | Volero Zurigo       |
| 12 | Milica Ivković     | L     | 2 maggio 1994    | Spartak Subotica    |
| 13 | Jovana Biberdžić   | S     | 12 aprile 2001   | Jedinstvo Brčko     |
| 17 | Dajana Bošković    | O     | 11 aprile 1994   | Alba-Blaj           |
| 18 | Dragana Stevanović | P     | 20 ottobre 2003  | SREM                |
| 22 | Nina Đukič         | O     | 2 agosto 1998    | Koper               |

## Bulgaria
| N° | Nome                | Ruolo | Data di nascita  | Squadra              |
| -- | ------------------- | ----- | ---------------- | -------------------- |
| -  | Lorenzo Micelli     | All   | 24 ottobre 1970  | Olympiakos           |
| 1  | Iveta Stančulova    | S     | 11 agosto 1997   | Vampula              |
| 2  | Vangelija Račkovska | S     | 19 luglio 1997   | Adolfo Consolini     |
| 5  | Marija Jordanova    | S     | 25 maggio 2002   | Saint-Cloud Paris SF |
| 6  | Miroslava Paskova   | S     | 16 febbraio 1996 | Kuzeyboru            |
| 8  | Petja Barakova      | P     | 18 giugno 1994   | Hapoël Kfar Saba     |
| 9  | Elena Bečeva        | S     | 30 maggio 1998   | Arīs Salonicco       |
| 10 | Mira Todorova       | C     | 12 aprile 1994   | Târgoviște           |
| 11 | Marija Krivošijska  | C     | 6 settembre 2001 | Marica               |
| 13 | Mila Paškuleva      | L     | 6 settembre 2003 | Marica               |
| 14 | Borislava Săjkova   | C     | 14 luglio 2000   | Argeș Pitești        |
| 16 | Mirela Šahpazova    | P     | 28 ottobre 1997  | Dinamo Bucarest      |
| 17 | Radostina Marinova  | O     | 2 ottobre 1998   | Saint-Cloud Paris SF |
| 23 | Galina Karabaševa   | L     | 6 agosto 2002    | Kazanlăk             |
| 28 | Merelin Nikolova    | O     | 17 maggio 2003   | Argeș Pitești        |

## Croazia
| N° | Nome              | Ruolo | Data di nascita   | Squadra            |
| -- | ----------------- | ----- | ----------------- | ------------------ |
| -  | Ferhat Akbaş      | All   | 12 aprile 1986    | Eczacıbaşı         |
| 1  | Karla Antunović   | P     | 27 marzo 2002     | HAOK Mladost       |
| 2  | Andrea Mihaljević | O     | 21 febbraio 2003  | HAOK Mladost       |
| 3  | Ema Strunjak      | C     | 24 settembre 1999 | Beşiktaş           |
| 4  | Božana Butigan    | C     | 19 agosto 2000    | Bergamo 1991       |
| 6  | Lea Deak          | P     | 27 aprile 2000    | Volero Zurigo      |
| 9  | Lucija Mlinar     | S     | 6 maggio 1995     | Edremit Altınoluk  |
| 10 | Dijana Karatović  | S     | 23 luglio 2003    | Kaštela            |
| 11 | Nina Strize       | O     | 14 novembre 2003  | Kaštela            |
| 12 | Josipa Marković   | S     | 25 gennaio 2001   | HAOK Mladost       |
| 14 | Martina Šamadan   | C     | 11 settembre 1993 | Neptunes de Nantes |
| 15 | Viktoria Trcol    | C     | 18 settembre 2004 | HAOK Rijeka        |
| 17 | Tia Kovčo         | L     | 31 ottobre 2005   | Split              |
| 19 | Izabela Štimac    | L     | 12 novembre 2000  | HAOK Mladost       |
| 22 | Mirta Freund      | C     | 4 luglio 2002     | Wiesbaden          |

## Estonia
| N° | Nome                | Ruolo | Data di nascita  | Squadra              |
| -- | ------------------- | ----- | ---------------- | -------------------- |
| -  | Alessandro Orefice  | All   | 31 agosto 1984   | Saint-Cloud Paris SF |
| 1  | Nette Peit          | S     | 27 marzo 1992    | Quimper              |
| 4  | Kristiine Miilen    | S     | 4 dicembre 1996  | Hermaea              |
| 5  | Liis Kullerkann     | C     | 2 maggio 1991    | Esperia              |
| 7  | Eliise Hollas       | C     | 29 dicembre 1993 | Assitec              |
| 8  | Salme Hollas        | O     | 9 giugno 2004    | Võru                 |
| 11 | Kertu Laak          | O     | 21 febbraio 1998 | BKS                  |
| 12 | Janelle Leenurm     | L     | 24 ottobre 2005  | Viljandi Metall      |
| 13 | Silvia Pertens      | S     | 2 giugno 1998    | Gorica               |
| 14 | Meriliin Paalo      | L     | 6 gennaio 1992   | TalTech              |
| 16 | Karolina Kibbermann | P     | 14 febbraio 2002 | Marcq-en-Barœul      |
| 17 | Häli Vahula         | P     | 13 luglio 2004   | Võru                 |
| 19 | Kadi Kullerkann     | O     | 19 agosto 1992   | Esperia              |
| 20 | Kätriin Põld        | C     | 3 luglio 2002    | TalTech              |
| 21 | Kadri Kangro        | L     | 23 agosto 2004   | Võru                 |

## Finlandia
| N° | Nome                   | Ruolo | Data di nascita  | Squadra              |
| -- | ---------------------- | ----- | ---------------- | -------------------- |
| -  | Nikolas Buser          | All   | 9 ottobre 1984   | -                    |
| 3  | Netta Rekola           | C     | 21 dicembre 2000 | Kangasala            |
| 5  | Suvi Kokkonen          | S     | 1º febbraio 2000 | Vilsbiburg           |
| 8  | Kaisa Alanko           | P     | 3 gennaio 1993   | Saint-Cloud Paris SF |
| 9  | Ada Aronen             | S     | 7 gennaio 2003   | Oriveden Ponnistus   |
| 10 | Sanna Häkkinen         | L     | 19 marzo 1990    | Kuusamon             |
| 11 | Iida Pöllänen          | S     | 12 marzo 2005    | Kangasala            |
| 12 | Piia Korhonen          | O     | 12 gennaio 1997  | Soverato             |
| 13 | Emilia Kääntä          | S     | 21 agosto 1999   | Puijo                |
| 14 | Roosa Laakkonen        | C     | 4 giugno 1994    | Suhl                 |
| 15 | Daniela Öhman          | C     | 16 marzo 1997    | Münster              |
| 16 | Netta Laaksonen        | L     | 2 marzo 2001     | Viesti Salo          |
| 17 | Saana Lindgren         | O     | 29 gennaio 2000  | Franches-Montagnes   |
| 19 | Sofia Lehto            | P     | 14 febbraio 2003 | PuMa                 |
| 20 | Rosa Bjärregård-Madsen | O     | 27 maggio 1999   | Neuwied              |

## Francia
| N° | Nome                   | Ruolo | Data di nascita   | Squadra            |
| -- | ---------------------- | ----- | ----------------- | ------------------ |
| -  | Émile Rousseaux        | All   | 3 aprile 1961     | IFVB               |
| 1  | Héléna Cazaute         | S     | 17 dicembre 1997  | Chieri '76         |
| 2  | Nawelle Chouikh-Barbez | S     | 11 dicembre 2004  | IFVB               |
| 3  | Amandine Giardino      | L     | 30 marzo 1995     | Venelles           |
| 4  | Christina Bauer        | C     | 1º gennaio 1988   | Venelles           |
| 9  | Nina Stojiljković      | P     | 1º settembre 1996 | Kamnik             |
| 11 | Lucille Gicquel        | O     | 13 novembre 1997  | Cuneo Granda       |
| 15 | Amandha Sylves         | C     | 29 dicembre 2000  | Firenze            |
| 21 | Eva Elouga             | C     | 14 ottobre 1999   | Chamalières        |
| 23 | Léandra Olinga-Andela  | C     | 12 agosto 1997    | Mulhouse           |
| 63 | Emilie Respaut         | P     | 25 aprile 2003    | Neptunes de Nantes |
| 75 | Guewe Diouf            | O     | 15 giugno 2002    | Chamalières        |
| 88 | Amélie Rotar           | S     | 24 ottobre 2000   | Béziers            |
| 91 | Halimatou Bah          | S     | 21 dicembre 2003  | Chamalières        |
| 99 | Juliette Gelin         | L     | 2 novembre 2001   | RC Cannes          |

## Germania
| N° | Nome               | Ruolo | Data di nascita  | Squadra           |
| -- | ------------------ | ----- | ---------------- | ----------------- |
| -  | Vital Heynen       | All   | 12 giugno 1969   | Nilüfer           |
| 2  | Pia Kästner        | P     | 29 giugno 1998   | Schweriner        |
| 3  | Annie Cesar        | L     | 26 aprile 1997   | PTSV Aachen       |
| 4  | Anna Pogany        | L     | 21 luglio 1994   | Schweriner        |
| 5  | Corina Glaab       | P     | 25 maggio 2000   | Erfurt            |
| 6  | Antonia Stautz     | S     | 15 dicembre 1993 | Erfurt            |
| 9  | Lina Alsmeier      | S     | 29 giugno 2000   | Schweriner        |
| 10 | Lena Stigrot       | S     | 20 dicembre 1994 | UYBA              |
| 12 | Hanna Orthmann     | S     | 3 ottobre 1998   | Türk Hava Yolları |
| 14 | Marie Schölzel     | C     | 1º agosto 1997   | MTV Stoccarda     |
| 16 | Anastasia Cekulaev | C     | 1º luglio 2003   | Potsdam           |
| 17 | Laura Weihenmaier  | S     | 4 aprile 1991    | Potsdam           |
| 21 | Camilla Weitzel    | C     | 11 giugno 2000   | Chieri '76        |
| 22 | Monique Strubbe    | C     | 5 luglio 2001    | Dresdner          |
| 25 | Rica Maase         | O     | 22 novembre 1999 | Potsdam           |

## Grecia
| N° | Nome                    | Ruolo | Data di nascita   | Squadra        |
| -- | ----------------------- | ----- | ----------------- | -------------- |
| -  | Yunus Öçal              | All   | 8 febbraio 1988   | AEK Atene      |
| 1  | Martha Anthoulī         | O     | 18 marzo 2004     | Panathīnaïkos  |
| 2  | Maria Elenī Artakianou  | L     | 21 maggio 1994    | AEK Atene      |
| 3  | Aristea Tontaï          | C     | 5 luglio 1999     | Olympiakos     |
| 4  | Anna Maria Spanou       | S     | 18 novembre 1995  | Levallois      |
| 5  | Asīmina Nikologiannī    | S     | 4 giugno 1999     | Panathīnaïkos  |
| 7  | Geōrgia Lamprousī       | C     | 27 gennaio 1993   | Olympiakos     |
| 8  | Anna Kalantatze         | C     | 18 marzo 1997     | AEK Atene      |
| 9  | Xenia Kakouratou        | L     | 16 settembre 1993 | Arīs Salonicco |
| 11 | Lamprinī Kōnstantinidou | P     | 16 settembre 1996 | AEK Atene      |
| 12 | Olga Strantzalī         | S     | 12 gennaio 1996   | PAOK           |
| 14 | Kyriakī Terzoglou       | C     | 22 novembre 2003  | PAOK           |
| 15 | Elena Baka              | S     | 15 ottobre 2001   | Düdingen       |
| 18 | Panagiōta Xanthopoulou  | P     | 21 settembre 1999 | AEK Atene      |
| 21 | Maria Tsitsigiannī      | O     | 20 novembre 2000  | Olympiakos     |

## Italia
| N° | Nome                  | Ruolo | Data di nascita   | Squadra         |
| -- | --------------------- | ----- | ----------------- | --------------- |
| -  | Davide Mazzanti       | All   | 15 ottobre 1976   | -               |
| 1  | Marina Lubian         | C     | 11 aprile 2000    | Imoco           |
| 2  | Alice Degradi         | S     | 10 aprile 1996    | UYBA            |
| 4  | Francesca Bosio       | P     | 7 agosto 1997     | Chieri '76      |
| 7  | Eleonora Fersino      | L     | 24 gennaio 2000   | AGIL            |
| 8  | Alessia Orro          | P     | 18 luglio 1998    | Pro Victoria    |
| 11 | Anna Danesi           | C     | 20 aprile 1996    | AGIL            |
| 14 | Elena Pietrini        | S     | 17 marzo 2000     | Savino Del Bene |
| 15 | Sylvia Nwakalor       | O     | 12 agosto 1999    | Firenze         |
| 17 | Myriam Sylla          | S     | 8 gennaio 1995    | Pro Victoria    |
| 18 | Paola Egonu           | O     | 18 dicembre 1998  | VakıfBank       |
| 19 | Federica Squarcini    | C     | 24 settembre 2000 | Imoco           |
| 20 | Beatrice Parrocchiale | L     | 26 dicembre 1995  | Pro Victoria    |
| 21 | Loveth Omoruyi        | S     | 25 agosto 2002    | UYBA            |
| 24 | Ekaterina Antropova   | O     | 19 marzo 2003     | Savino Del Bene |

## Paesi Bassi
| N° | Nome            | Ruolo | Data di nascita   | Squadra            |
| -- | --------------- | ----- | ----------------- | ------------------ |
| -  | Felix Koslowski | All   | 18 marzo 1984     | Schweriner         |
| 1  | Kirsten Knip    | L     | 14 settembre 1992 | Vilsbiburg         |
| 3  | Hester Jasper   | S     | 7 maggio 2001     | Potsdam            |
| 4  | Celeste Plak    | S     | 26 ottobre 1995   | Victorina Himeji   |
| 5  | Jolien Knollema | S     | 5 gennaio 2003    | Firenze            |
| 7  | Juliët Lohuis   | C     | 10 settembre 1996 | Casalmaggiore      |
| 10 | Sarah van Aalen | P     | 21 gennaio 2000   | Potsdam            |
| 12 | Britt Bongaerts | P     | 3 novembre 1996   | MTV Stoccarda      |
| 14 | Laura Dijkema   | P     | 18 febbraio 1990  | Helvia Recina      |
| 16 | Indy Baijens    | C     | 4 febbraio 2001   | Schweriner         |
| 18 | Marrit Jasper   | S     | 28 febbraio 1996  | Neptunes de Nantes |
| 19 | Nika Daalderop  | S     | 29 novembre 1998  | VakıfBank          |
| 23 | Eline Timmerman | C     | 30 dicembre 1998  | MTV Stoccarda      |
| 25 | Florien Reesink | L     | 9 giugno 1998     | Potsdam            |
| 26 | Elles Dambrink  | O     | 22 giugno 2003    | Schweriner         |
| 33 | Nova Marring    | S     | 6 settembre 2001  | Asterix Avo        |

## Polonia
| N° | Nome                    | Ruolo | Data di nascita  | Squadra               |
| -- | ----------------------- | ----- | ---------------- | --------------------- |
| -  | Stefano Lavarini        | All   | 17 gennaio 1979  | AGIL                  |
| 1  | Maria Stenzel           | L     | 25 novembre 1998 | Chemik Police         |
| 5  | Agnieszka Kąkolewska    | C     | 17 ottobre 1994  | Chemik Police         |
| 6  | Kamila Ganszczyk        | C     | 2 dicembre 1991  | ŁKS                   |
| 7  | Monika Bociek           | O     | 6 aprile 1996    | Wealth Planet Perugia |
| 9  | Magdalena Stysiak       | O     | 3 dicembre 2000  | Pro Victoria          |
| 10 | Monika Fedusio          | S     | 6 novembre 1999  | Budowlani Łódź        |
| 11 | Martyna Łukasik         | S     | 26 novembre 1999 | Chemik Police         |
| 12 | Aleksandra Szczygłowska | L     | 22 marzo 1998    | Developres Rzeszów    |
| 14 | Joanna Wołosz           | P     | 7 aprile 1990    | Imoco                 |
| 22 | Weronika Szlagowska     | S     | 29 novembre 2001 | Developres Rzeszów    |
| 26 | Katarzyna Wenerska      | P     | 9 marzo 1993     | Developres Rzeszów    |
| 27 | Joanna Pacak            | C     | 9 giugno 1996    | Wrocław               |
| 30 | Olivia Różański         | S     | 5 giugno 1997    | Chieri '76            |
| 95 | Magdalena Jurczyk       | C     | 25 ottobre 1995  | Developres Rzeszów    |

## Rep. Ceca
| N° | Nome                   | Ruolo | Data di nascita  | Squadra            |
| -- | ---------------------- | ----- | ---------------- | ------------------ |
| -  | Giannīs Athanasopoulos | All   | 24 agosto 1978   | Vasas              |
| 2  | Eva Hodanová           | S     | 18 novembre 1993 | Suhl               |
| 3  | Elen Jedličková        | C     | 1º dicembre 2005 | Ostrava            |
| 4  | Silvie Pavlová         | C     | 20 maggio 1997   | ASKÖ Linz-Steg     |
| 7  | Magdalena Bukovská     | S     | 28 aprile 2003   | Královo Pole       |
| 8  | Ela Koulisiani         | C     | 1º ottobre 2002  | Královo Pole       |
| 9  | Daniela Digrinová      | L     | 19 ottobre 2000  | Královo Pole       |
| 10 | Kateřina Valková       | P     | 6 febbraio 1996  | Münster            |
| 11 | Veronika Dostálová     | L     | 7 aprile 1992    | Olymp Praha        |
| 15 | Magdaléna Jehlářová    | C     | 16 gennaio 2000  | Washington State   |
| 16 | Michaela Mlejnková     | S     | 26 luglio 1996   | Sigorta Shop       |
| 19 | Kateřina Pelikánová    | P     | 25 ottobre 2004  | Královo Pole       |
| 22 | Gabriela Orvošová      | O     | 28 gennaio 2001  | Developres Rzeszów |
| 25 | Monika Brancuská       | C     | 19 novembre 2004 | Olymp Praha        |
| 61 | Helena Havelková       | S     | 25 luglio 1988   | -                  |

## Romania
| N° | Nome                    | Ruolo | Data di nascita  | Squadra         |
| -- | ----------------------- | ----- | ---------------- | --------------- |
| -  | Guillermo Hernández     | All   | 18 giugno 1977   | Potsdam         |
| 1  | Diana Ariton            | C     | 1º gennaio 1998  | Rapid Bucarest  |
| 2  | Diana Vereș             | L     | 27 novembre 2001 | Voluntari       |
| 3  | Rodica Buterez          | S     | 25 luglio 1999   | Târgoviște      |
| 5  | Raisa Ioan              | C     | 5 maggio 1998    | Alba-Blaj       |
| 6  | Mihaela Albu            | L     | 1º gennaio 1994  | Rapid Bucarest  |
| 7  | Elizabet Inneh-Varga    | O     | 21 marzo 1999    | KGC Ginseng     |
| 8  | Ana Radu                | P     | 9 settembre 2001 | Dinamo Bucarest |
| 9  | Iarina Axinte           | P     | 16 giugno 2005   | Alba-Blaj       |
| 11 | Adriana Matei           | S     | 24 maggio 1998   | Târgoviște      |
| 14 | Roxana Roman            | C     | 7 giugno 1998    | Lugoj           |
| 15 | Sorina Miclăuș          | S     | 15 aprile 1999   | Argeș Pitești   |
| 18 | Dalia Vîrlan            | C     | 18 febbraio 2005 | Dinamo Bucarest |
| 19 | Adelina Budăi-Ungureanu | S     | 29 luglio 2000   | Pinerolo        |
| 21 | Iuna Zadorojnai         | O     | 8 gennaio 2001   | Târgoviște      |

## Serbia
| N° | Nome              | Ruolo | Data di nascita   | Squadra             |
| -- | ----------------- | ----- | ----------------- | ------------------- |
| -  | Giovanni Guidetti | All   | 20 settembre 1972 | VakıfBank           |
| 1  | Bianka Buša       | S     | 25 luglio 1994    | PTT                 |
| 2  | Katarina Lazović  | S     | 12 settembre 1999 | Çukurova            |
| 4  | Bojana Živković   | P     | 29 marzo 1988     | Leningradka         |
| 5  | Mina Popović      | C     | 17 settembre 1994 | Galatasaray         |
| 9  | Aleksandra Uzelac | S     | 27 luglio 2004    | Železničar Lajkovac |
| 10 | Maja Ognjenović   | P     | 6 agosto 1984     | Eczacıbaşı          |
| 11 | Hena Kurtagić     | C     | 27 agosto 2004    | TENT                |
| 12 | Teodora Pušić     | L     | 12 marzo 1993     | Rapid Bucarest      |
| 13 | Ana Bjelica       | O     | 3 aprile 1992     | Târgoviște          |
| 14 | Maja Aleksić      | C     | 6 giugno 1997     | Megavolley          |
| 15 | Jovana Stevanović | C     | 30 giugno 1992    | Pro Victoria        |
| 16 | Aleksandra Jegdić | L     | 9 ottobre 1994    | Potsdam             |
| 18 | Tijana Bošković   | O     | 8 marzo 1997      | Eczacıbaşı          |
| 22 | Sara Lozo         | S     | 29 aprile 1997    | Saitama Ageo Medics |

## Slovacchia
| N° | Nome                 | Ruolo | Data di nascita  | Squadra              |
| -- | -------------------- | ----- | ---------------- | -------------------- |
| -  | Michal Mašek         | All   | 8 agosto 1983    | Wrocław              |
| 1  | Michaela Abrhámová   | C     | 31 agosto 1993   | Mougins              |
| 2  | Barbora Koseková     | P     | 22 novembre 1994 | Terville Florange    |
| 6  | Karin Palgutová      | S     | 12 febbraio 1993 | Saint-Cloud Paris SF |
| 7  | Michaela Španková    | L     | 1º agosto 1999   | UKF Nitra            |
| 10 | Nina Herelová        | C     | 30 luglio 1993   | Wiesbaden            |
| 13 | Lenka Ovečková       | P     | 16 novembre 1995 | Chemik Police        |
| 14 | Tereza Hrušecká      | C     | 2 luglio 2002    | Královo Pole         |
| 15 | Karolína Fričová     | S     | 29 aprile 2000   | Vasas                |
| 18 | Karin Šunderlíková   | O     | 17 luglio 1999   | -                    |
| 19 | Katarína Körmendyová | C     | 25 aprile 1999   | Olomouc              |
| 20 | Zuzana Šepeľová      | S     | 24 novembre 1999 | Olomouc              |
| 21 | Diana Návratová      | S     | 4 maggio 2003    | VKP Bratislava       |
| 22 | Maria Žernovič       | S     | 8 gennaio 1993   | Sm'Aesch Pfeffingen  |
| 24 | Ema Magdinová        | L     | 4 gennaio 1999   | Slávia Bratislava    |

## Slovenia
| N° | Nome                  | Ruolo | Data di nascita  | Squadra           |
| -- | --------------------- | ----- | ---------------- | ----------------- |
| -  | Marco Bonitta         | All   | 5 settembre 1963 | Porto Robur Costa |
| 1  | Iza Mlakar            | O     | 14 novembre 1995 | Branik            |
| 3  | Eva Pogačar           | P     | 14 luglio 2000   | Branik            |
| 4  | Maša Pucelj           | S     | 24 gennaio 2006  | Kamnik            |
| 5  | Lorena Lorber Fijok   | S     | 17 febbraio 2003 | Branik            |
| 8  | Eva Zatkovič          | O     | 2 agosto 2001    | RC Cannes         |
| 9  | Mija Šiftar           | S     | 9 febbraio 2006  | Saint-Raphaël     |
| 10 | Sara Najdič           | P     | 17 dicembre 1994 | Herceg Novi       |
| 11 | Mirta Velikonja Grbac | C     | 3 dicembre 1998  | Prometej          |
| 13 | Nika Milošič          | C     | 20 giugno 2005   | Formis            |
| 14 | Naja Boisa            | S     | 19 dicembre 2003 | Kamnik            |
| 15 | Anja Mazej            | L     | 4 gennaio 2000   | Gorica            |
| 18 | Saša Planinšec        | C     | 2 giugno 1995    | Aydın BB          |
| 20 | Katja Banko           | L     | 19 ottobre 2002  | Kamnik            |
| 27 | Isa Ramić             | S     | 18 febbraio 2004 | Branik            |

## Spagna
| N° | Nome             | Ruolo | Data di nascita   | Squadra        |
| -- | ---------------- | ----- | ----------------- | -------------- |
| -  | Pascual Saurín   | All   | 26 febbraio 1967  | Algar Surmenor |
| 1  | Ariadna Priante  | P     | 20 aprile 2002    | Wiesbaden      |
| 2  | Zoi Mavrommatis  | S     | 9 agosto 2005     | Sant Cugat     |
| 5  | Paola Martínez   | O     | 5 luglio 1998     | Idea Sassuolo  |
| 7  | Margalida Piza   | L     | 27 maggio 2000    | Alcobendas     |
| 8  | Carlota García   | C     | 21 febbraio 1992  | Charleroi      |
| 9  | Patricia Aranda  | P     | 27 giugno 1979    | Haris          |
| 11 | Julia de Paula   | O     | 7 luglio 2005     | JAV Olímpico   |
| 12 | Lucía Varela     | C     | 10 agosto 2003    | AGIL           |
| 13 | Patricia Llabrés | L     | 15 aprile 1996    | Haris          |
| 15 | Lucía Prol       | S     | 30 novembre 1999  | Emevé          |
| 16 | María Schlegel   | S     | 29 agosto 1997    | Münster        |
| 18 | Carla Jiménez    | C     | 14 giugno 2002    | Ciutadella     |
| 22 | Raquel Lázaro    | P     | 4 gennaio 2000    | Megavolley     |
| 28 | Carolina Camino  | S     | 28 settembre 2003 | Emevé          |

## Svezia
| N° | Nome               | Ruolo | Data di nascita   | Squadra               |
| -- | ------------------ | ----- | ----------------- | --------------------- |
| -  | Lauri Hakala       | All   | 23 agosto 1982    | -                     |
| 1  | Elsa Arrestad      | C     | 26 dicembre 1998  | Örebro                |
| 3  | Linda Andersson    | C     | 12 gennaio 1998   | Neuwied               |
| 4  | Jonna Wasserfaller | C     | 20 aprile 1994    | Hylte/Halmstad        |
| 9  | Rebecka Lazić      | S     | 24 novembre 1994  | RC Cannes             |
| 10 | Isabelle Haak      | O     | 11 luglio 1999    | Imoco                 |
| 11 | Alexandra Lazić    | S     | 24 settembre 1994 | Wealth Planet Perugia |
| 12 | Hilda Gustafsson   | P     | 24 dicembre 2002  | Haris                 |
| 13 | Filippa Brink      | L     | 22 ottobre 2001   | Engelholms            |
| 14 | Hanna Hellvig      | S     | 3 febbraio 2000   | Erfurt                |
| 16 | Vilma Andersson    | P     | 4 dicembre 1999   | Genève                |
| 17 | Anna Haak          | S     | 19 settembre 1996 | Mulhouse              |
| 18 | Julia Nilsson      | C     | 2 maggio 1997     | Engelholms            |
| 21 | Elin Larsson       | S     | 2 marzo 2003      | Portland              |
| 25 | Emmy Andersson     | L     | 3 maggio 1998     | Hylte/Halmstad        |

## Svizzera
| N° | Nome              | Ruolo | Data di nascita  | Squadra             |
| -- | ----------------- | ----- | ---------------- | ------------------- |
| -  | Lauren Bertolacci | All   | 26 gennaio 1985  | Neuchâtel           |
| 4  | Alix De Micheli   | C     | 9 ottobre 2001   | Neuchâtel           |
| 5  | Chiara Petitat    | S     | 4 agosto 2000    | Neuchâtel           |
| 6  | Madlaina Matter   | C     | 19 ottobre 1996  | Sm'Aesch Pfeffingen |
| 7  | Méline Pierret    | P     | 18 gennaio 1999  | Sm'Aesch Pfeffingen |
| 8  | Samira Sulser     | C     | 22 dicembre 1995 | Neuchâtel           |
| 11 | Maja Storck       | O     | 8 ottobre 1998   | Chieri '76          |
| 14 | Laura Künzler     | S     | 25 dicembre 1996 | MTV Stoccarda       |
| 15 | Tabea Eichler     | S     | 7 agosto 2003    | Sm'Aesch Pfeffingen |
| 16 | Fabiana Mottis    | L     | 9 agosto 2003    | Neuchâtel           |
| 17 | Julie Lengweiler  | S     | 6 novembre 1998  | Haris               |
| 18 | Olivia Wassner    | P     | 22 marzo 1999    | Neuchâtel           |
| 19 | Sindi Mico        | O     | 21 aprile 2004   | Volero Zurigo       |
| 21 | Mathilde Engel    | L     | 10 gennaio 2002  | Volero Zurigo       |
| 22 | Julia Künzler     | S     | 18 giugno 2003   | Kanti               |

## Turchia
| N° | Nome               | Ruolo | Data di nascita   | Squadra     |
| -- | ------------------ | ----- | ----------------- | ----------- |
| -  | Daniele Santarelli | All   | 8 giugno 1981     | Imoco       |
| 1  | Gizem Örge         | L     | 26 aprile 1993    | Fenerbahçe  |
| 2  | Simge Aköz         | L     | 23 aprile 1991    | Eczacıbaşı  |
| 3  | Cansu Özbay        | P     | 17 ottobre 1996   | VakıfBank   |
| 4  | Melissa Vargas     | O     | 16 ottobre 1999   | Fenerbahçe  |
| 5  | Ayça Aykaç         | L     | 27 febbraio 1996  | VakıfBank   |
| 6  | Kübra Akman        | C     | 13 ottobre 1994   | VakıfBank   |
| 7  | Hande Baladın      | S     | 1º settembre 1997 | Eczacıbaşı  |
| 11 | Derya Cebecioğlu   | S     | 24 ottobre 2000   | VakıfBank   |
| 12 | Elif Şahin         | P     | 19 gennaio 2001   | Eczacıbaşı  |
| 14 | Eda Erdem          | C     | 22 giugno 1987    | Fenerbahçe  |
| 18 | Zehra Güneş        | C     | 7 luglio 1999     | VakıfBank   |
| 19 | Aslı Kalaç         | C     | 13 dicembre 1995  | Fenerbahçe  |
| 22 | İlkin Aydın        | S     | 5 gennaio 2000    | Galatasaray |
| 99 | Ebrar Karakurt     | O     | 17 gennaio 2000   | AGIL        |

## Ucraina
| N° | Nome                | Ruolo | Data di nascita   | Squadra     |
| -- | ------------------- | ----- | ----------------- | ----------- |
| -  | Ivan Petkov         | All   | 18 ottobre 1976   | Prometej    |
| 1  | Oleksandra Milenko  | S     | 29 giugno 1999    | Prometej    |
| 2  | Diana Karpec'       | C     | 6 agosto 1996     | -           |
| 4  | Alika Lutsenko      | L     | 11 giugno 2003    | Alanta      |
| 6  | Krystyna Nemceva    | L     | 15 giugno 1998    | Prometej    |
| 7  | Svitlana Lidiaieva  | C     | 11 dicembre 1993  | Prometej    |
| 9  | Viktoria Oliinyk    | P     | 2 marzo 2000      | Békéscsabai |
| 14 | Dar'ja Velykokon'   | P     | 11 aprile 2002    | Prometej    |
| 16 | Anastasiia Maievska | C     | 6 gennaio 2001    | Prometej    |
| 17 | Yevheniia Khober    | O     | 12 marzo 2001     | Prometej    |
| 19 | Viktoriia Danchak   | C     | 11 gennaio 2000   | Prometej    |
| 23 | Yuliya Dymar        | S     | 3 dicembre 1994   | Calais      |
| 24 | Anastasija Černucha | O     | 15 aprile 1995    | UNI Opole   |
| 26 | Ulyana Kotar        | C     | 26 ottobre 2000   | Prometej    |
| 29 | Nadija Kodola       | S     | 29 settembre 1988 | Bolu        |

## Ungheria
| N° | Nome                 | Ruolo | Data di nascita   | Squadra           |
| -- | -------------------- | ----- | ----------------- | ----------------- |
| -  | Alessandro Chiappini | All   | 31 gennaio 1969   | ŁKS               |
| 1  | Adrienn Vezsenyi     | O     | 15 ottobre 1997   | Vasas             |
| 2  | Fruzsina Tóth        | L     | 30 dicembre 1999  | Nyíregyháza       |
| 5  | Alíz Kump            | C     | 11 novembre 2003  | Vasas             |
| 6  | Zóra Glemboczki      | S     | 23 luglio 2000    | Békéscsabai       |
| 7  | Kata Török           | S     | 26 maggio 1998    | Vasas             |
| 8  | Eszter Pekárik       | C     | 8 dicembre 1996   | Balatonfüred      |
| 10 | Liliána Berkó        | P     | 21 marzo 2003     | MTK Budapest      |
| 13 | Anett Németh         | O     | 13 dicembre 1999  | Potsdam           |
| 14 | Gréta Kiss           | S     | 6 maggio 1998     | Terville Florange |
| 16 | Panni Petőváry       | O     | 12 novembre 1997  | Aigaleō           |
| 19 | Andrea Pintér        | C     | 5 luglio 1994     | Békéscsabai       |
| 21 | Ágnes Boskó          | P     | 1º giugno 2002    | Újpest            |
| 22 | Petra Kertész        | L     | 6 agosto 2002     | Békéscsabai       |
| 23 | Alexandra Lászlop    | C     | 19 settembre 1994 | Nyíregyháza       |